# Regine Buer
Regine Buer (* 20. März 1943 in Weimar) ist eine deutsche Malerin und Grafikerin.

## Leben und Werk
Regine Buer hieß vormals Regina Böhner und Regine Bauer. 1992 änderte sie ihre Namen in Buer.
Sie studierte von 1961 bis 1965 an der Pädagogischen Hochschule Erfurt Germanistik und Kunsterziehung und war dann Lehrerin im Eichsfeld. Von 1967 bis 1972 studierte sie bei Herbert Kunze, Jutta Damme und Gerhard Kettner an der Hochschule für Bildende Künste Dresden. Sie arbeitete seitdem freischaffend in Dresden. 1976 wurde sie mit der Johannes-R.-Becher-Medaille geehrt. Bilder Regine Buers wurden in der Zeit der DDR auch von Dresdner Institutionen erworben.
Nach der deutschen Wiedervereinigung nahm Regine Buer insbesondere an Ausstellungen der Dresdner Secession 89, der sie als Gründungsmitglied bis 1989 angehörte, teil.

## Weitere Mitgliedschaften
- 1972 bis 1990: Verband Bildender Künstler der DDR
- Ab 1990: Künstlerbund Dresden

## Werke (Auswahl)
- Eurydike in der Unterwelt (1988, Öl, 120,5 × 140 cm; Galerie Neue Meister Dresden; Inv.- Nr. 89/06)[1]
- Wanderin (1989, Öl, 130 × 120 cm; Sächsischer Kunstfonds)

## Weitere Ausstellungen (unvollständig)

### Einzelausstellungen
- 1983: Dresden
- 1993: Dresden, Galerie Nord
- 1993: Brandenburg an der Havel, Galerie an der Havel (mit Kerstin Franke-Gneuß und Gerda Lepke)
- 1994: Dresden, Leonhardi-Museum (Ausstellung ihrer Arbeitsergebnisse bei der 2. Dresdner Förderwerkstatt Druckgrafik)

### Teilnahme an zentralen und wichtigen regionalen Ausstellungen in der DDR
- 1974/1975: Frankfurt/Oder, Galerie Junge Kunst („Junge Künstler ’74. 1. Jahresausstellung junger bildender Künstler der DDR“)
- 1979: Dresden: Bezirkskunstausstellung